# Jamaican International 1972
Die Jamaican International 1972 im Badminton fanden vom 10. bis zum 14. April in Kingston statt.

## Finalergebnisse
| Disziplin    | Sieger                         | Finalist                           | Ergebnis          |
| ------------ | ------------------------------ | ---------------------------------- | ----------------- |
| Herreneinzel | Jamie Paulson                  | Roy Díaz González                  | 15-8, 9-15, 15-11 |
| Dameneinzel  | Nancy McKinley                 | Pam Stockton                       | 11-4, 11-4        |
| Herrendoppel | Jamie Paulson Yves Paré        | Roy Díaz González Victor Jaramillo | 15-7, 15-8        |
| Damendoppel  | Nancy McKinley Pam Stockton    | Margaret Parslow Jennifer Haddad   | 15-3, 15-4        |
| Mixed        | Roy Díaz González Pam Stockton | Yves Paré Nancy McKinley           | 15-0, 12-15, 15-7 |